# اکسپیرینس
اکسپیرینس (انگلیسی: The Xperience) نخستین کنسرت اقامتی از خواننده و ترانه سرا امریکایی کریستینا اگیلرا است که در لاس وگاس برگزار شد. نام کنسرت ترکیب دو واژهٔ "Experience" و "Xtina" است.